# Tofflan 4

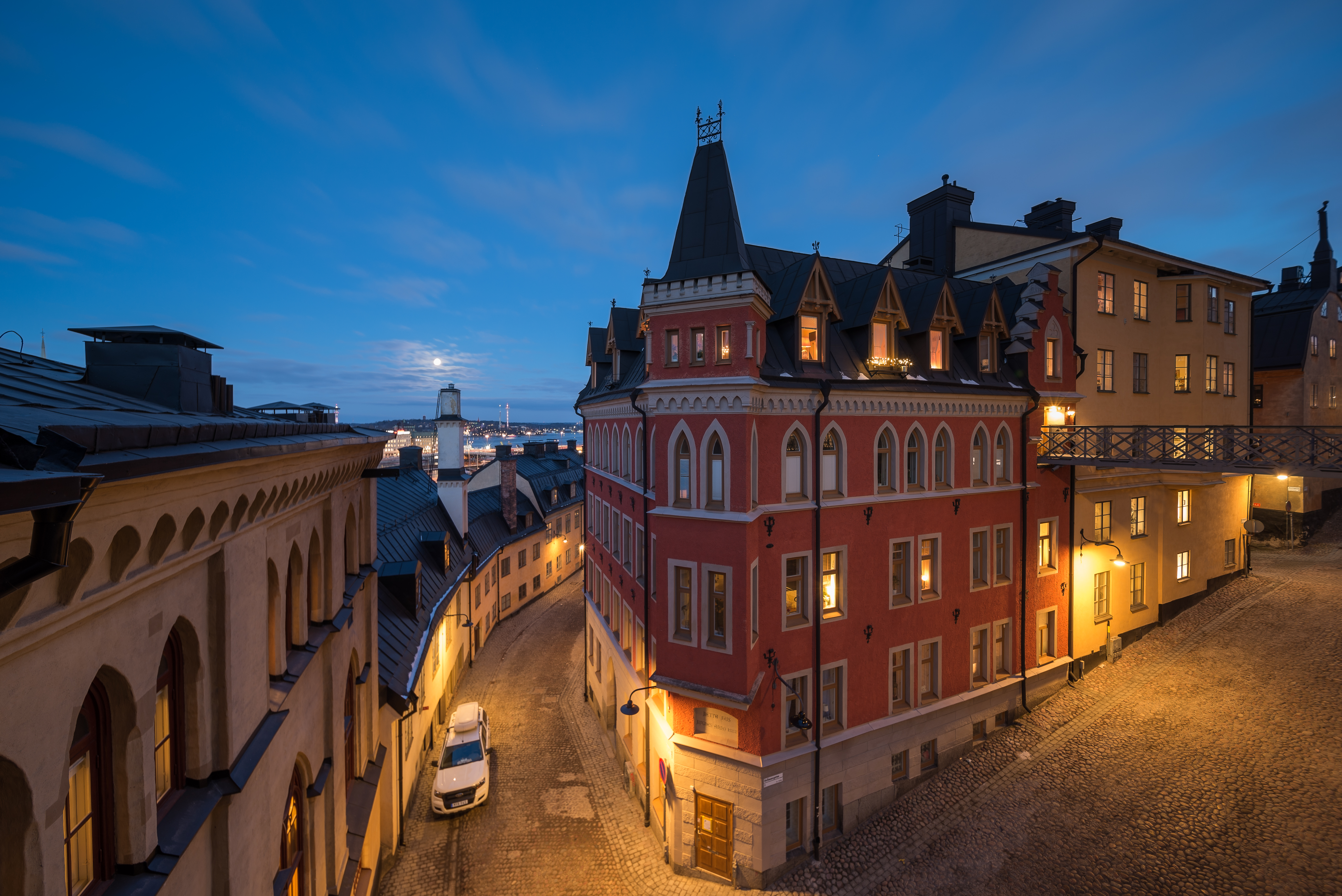
Tofflan 4 sedd från Mariahissens gångbrygga, 2017.

Tofflan 4 är en bostadsfastighet i kvarteret Tofflan i hörnet Bellmansgatan / Pryssgränd på Södermalm i Stockholm. Huset uppfördes 1888 och har av Stadsmuseet i Stockholm blivit grönmärkt, vilket betyder "särskilt värdefull från historisk, kulturhistorisk, miljömässig eller konstnärlig synpunkt". Tofflan 4 är en tidstypisk och väl bevarad representant för tidens byggande. Fastigheten ägs och förvaltas av kommunägda AB Stadsholmen.

## Byggnadsbeskrivning

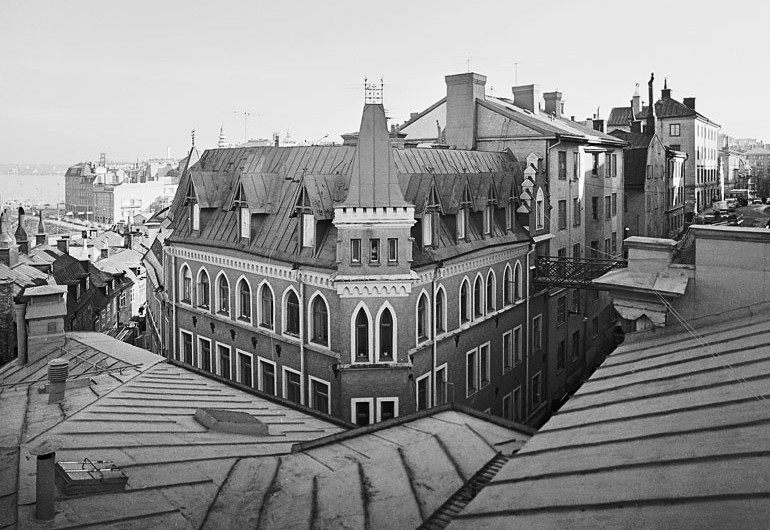
Fastigheten Tofflan 4, 1971.

Kvarteret Tofflan bildades tillsammans med närbelägna Lappskon i mitten av 1600-talet. Sannolikt var tomten bebyggd redan tidigt på 1700-talet och hörde då ihop med Tofflan 3. År 1887 bildades den nuvarande fastigheten och året därpå uppfördes huset av byggmästaren C.G. Tideström. Det är oklart om han själv formgav huset eller om han anlitade en arkitekt, ritningarna bär enbart stadsarkitekt Ludvig Hedins godkännande namnteckning. Byggnaden gavs en historiserande utformning i tidens smak, och kan ha inspirerats av intilliggande Mariahissen. Tideström byggde på spekulation som var vanligt under byggboomen under 1800-talets slut. Han sålde huset snart vidare. 
Huset står i en brant sluttning och har källare, mellan tre och fyra våningar samt inredd vind. Byggnaden är uppfört i tegel som putsades och avfärgades i klarröd kulör med putsdetaljer och snickerier i bränd ockra. Den starka röda färgen skulle troligen svara mot Laurinska husets röda tegelfasader.
Hörnet accentueras av ett burspråk som går över två våningar och kröns av ett torn. Taklisterna har kreneleringar och blinderingar. I den övre våningen märks spetsbågiga fönster. På yttertaket finns en rad takkupor med branta tak och gulmålade snickerier. Trappgaveln mot Bellmannsgatan avslutas av en fronton. 
Därunder leder en gångbro rakt in i byggnadens andra våningsplan och fram till det ena av de båda trapphusen. Bron är en nitad fackverkskonstruktion av järnprofiler och tillverkad på Bergsunds mekaniska verkstad. Den har förbindelse med Mariahissens gångbro som i sin tur leder ner till Bellmansgatan. Lägenheterna utrustades med högklassig snickeriinredning, stucklister och kakelugnar med reliefkakel och dekor.

## Nutida bilder

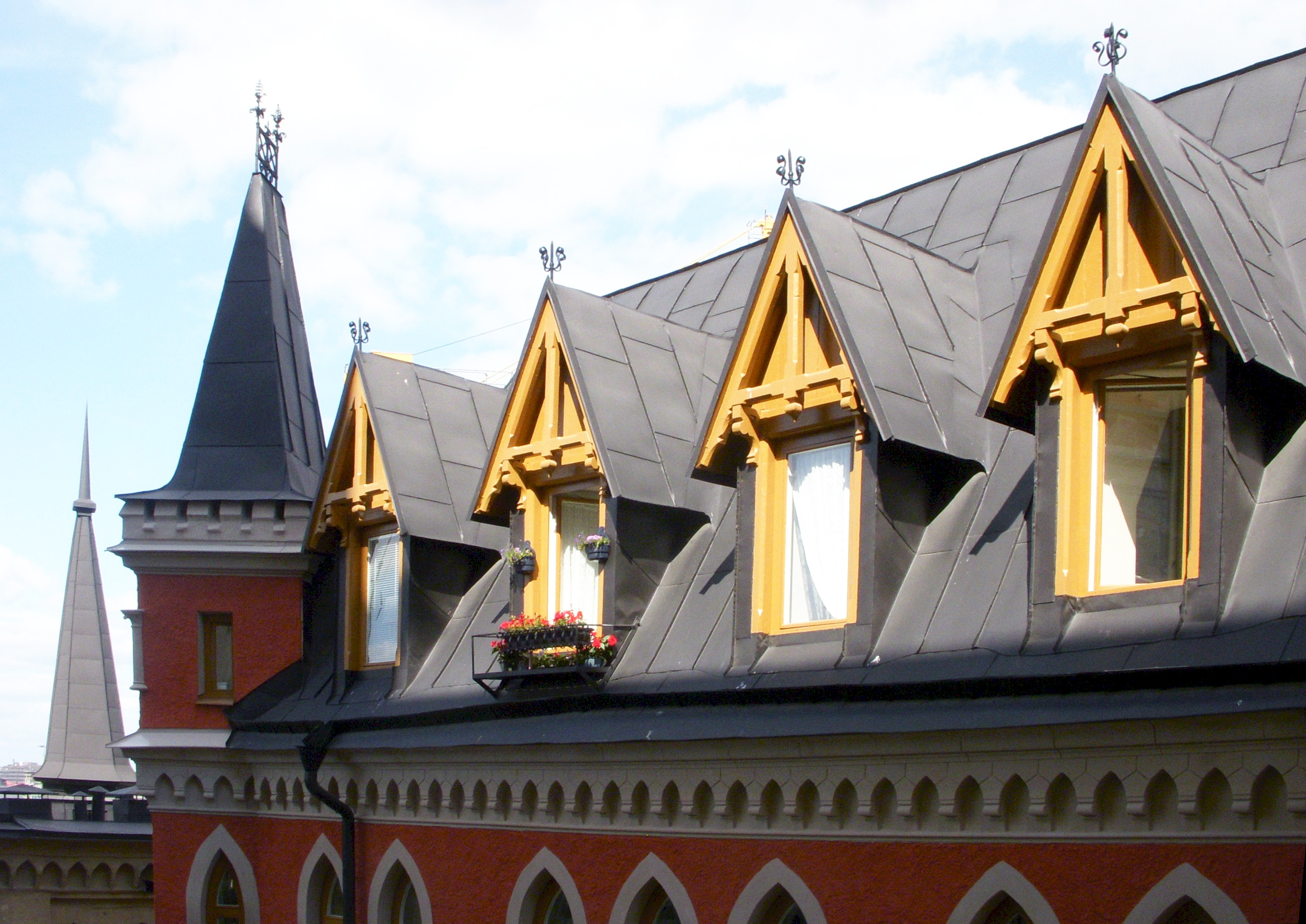
Husets takkupor mot Bellmansgatan.
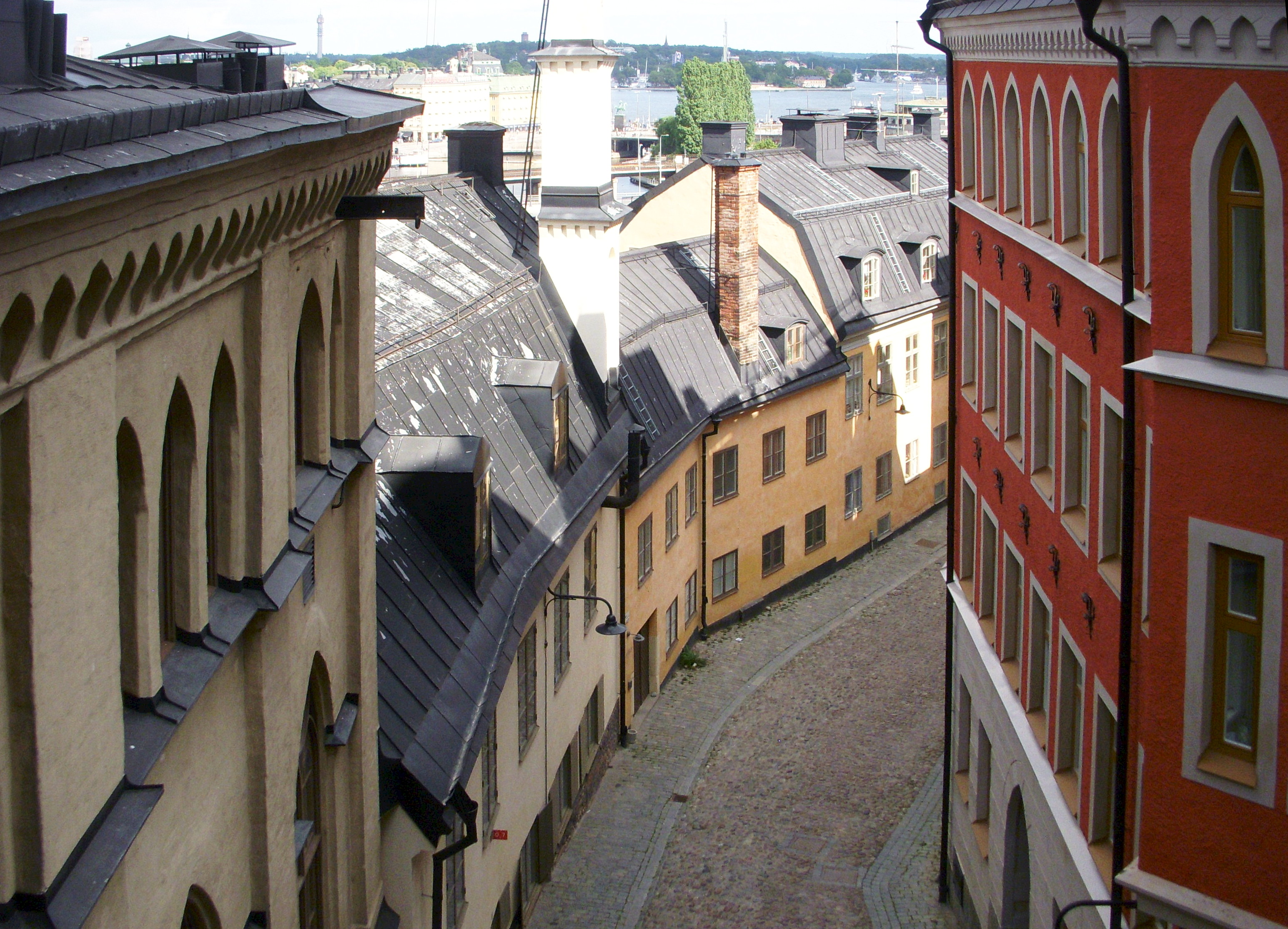
Vy ner till Pryssgränd.
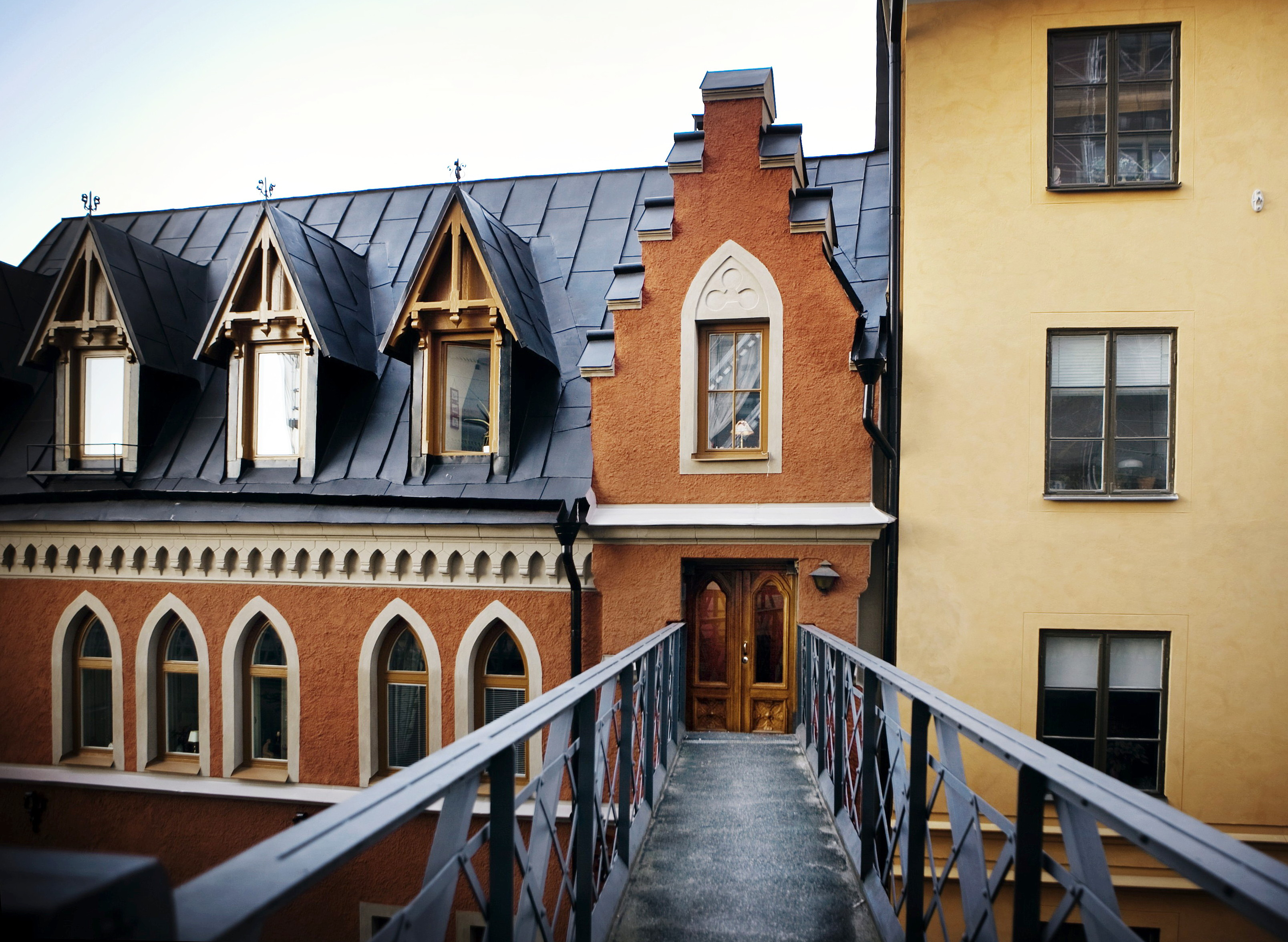
Gångbron till Bellmansgatan nr 1.
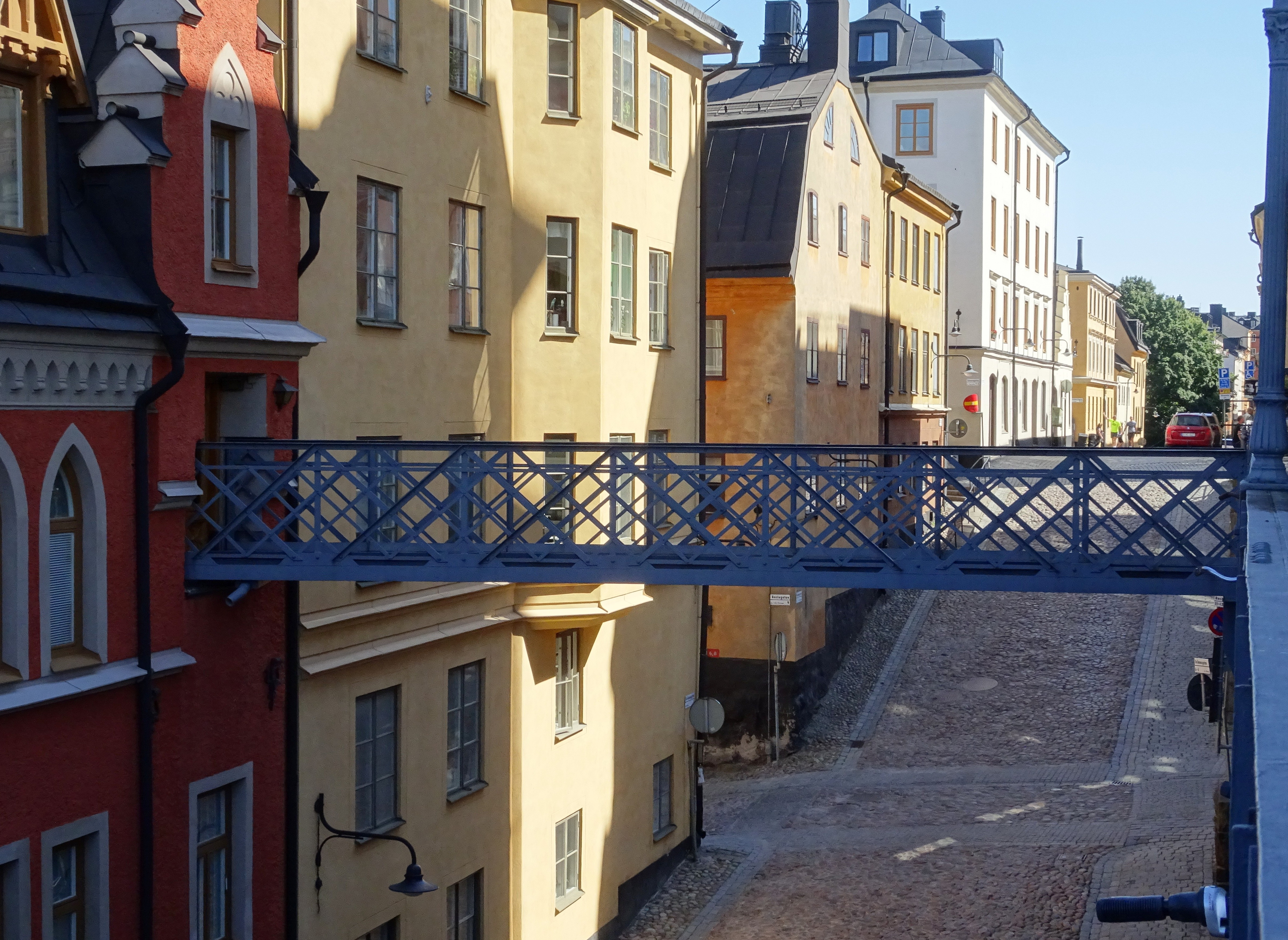
Gångbron över Bellmansgatan.

## Husets vidare öden
I början av 1960-talet stod hela Mariaberget östra under rivningshot. Allmänheten ville dock annorlunda och 1965 utförde Stadsbyggnadskontoret och Stockholms stadsmuseum en inventering av området. Arbetet resulterade i en bevarande- och restaureringsplan som omfattade i princip samtliga fastigheter på östra Mariaberget. 
Fastigheten Tofflan 4 förvärvades av Stockholms stad 1970 och renoverades varsamt 1978 där huvuddelen av originalinredningen kunde bevaras. Under åren 2008 till 2010 utfördes renovering och underhåll av yttertak, fönster och fasader. I samband med det fick fasaderna sin ursprungliga färgsättning tillbaka. Idag innehåller fastigheten 12 lägenheter uppdelade på en lägenhet om två rum och kök, sju lägenheter om tre rum och kök samt fyra lägenheter om fyra rum och kök, dessutom finns tre lokaler.

## Bellmansgatan 1 i romanen
I vindsvåningen på Bellmansgatan nr 1 bodde den fiktiva romanfiguren Mikael Blomkvist i Stieg Larsson Millenniumtrilogi. Adressen är en av stationerna på Stadsmuseets Millenniumvandringar i Stockholm (se även Fiskargatan 9, romanfiguren Lisbeth Salanders bostad).

## Originalritningar

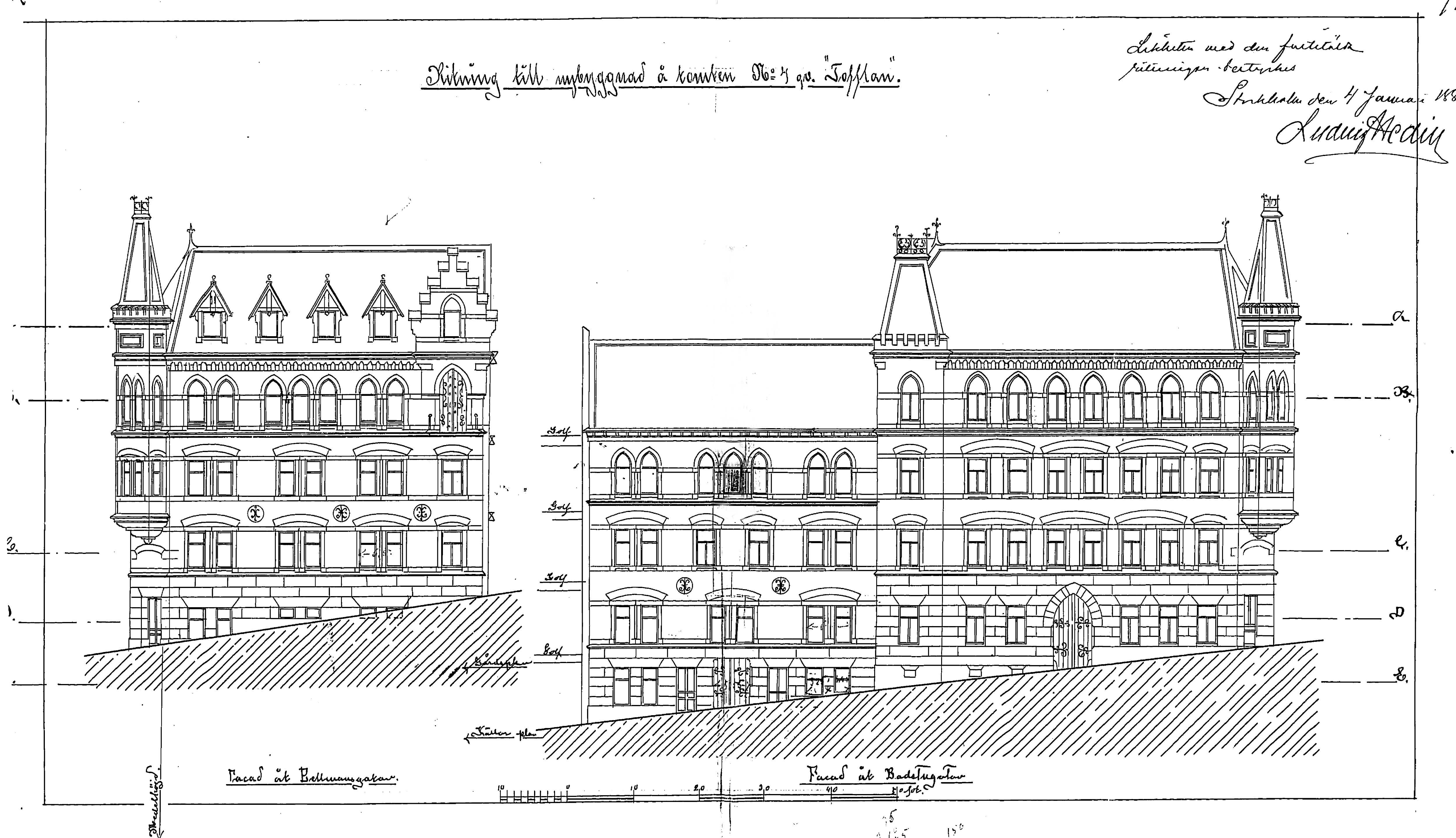
Fasader
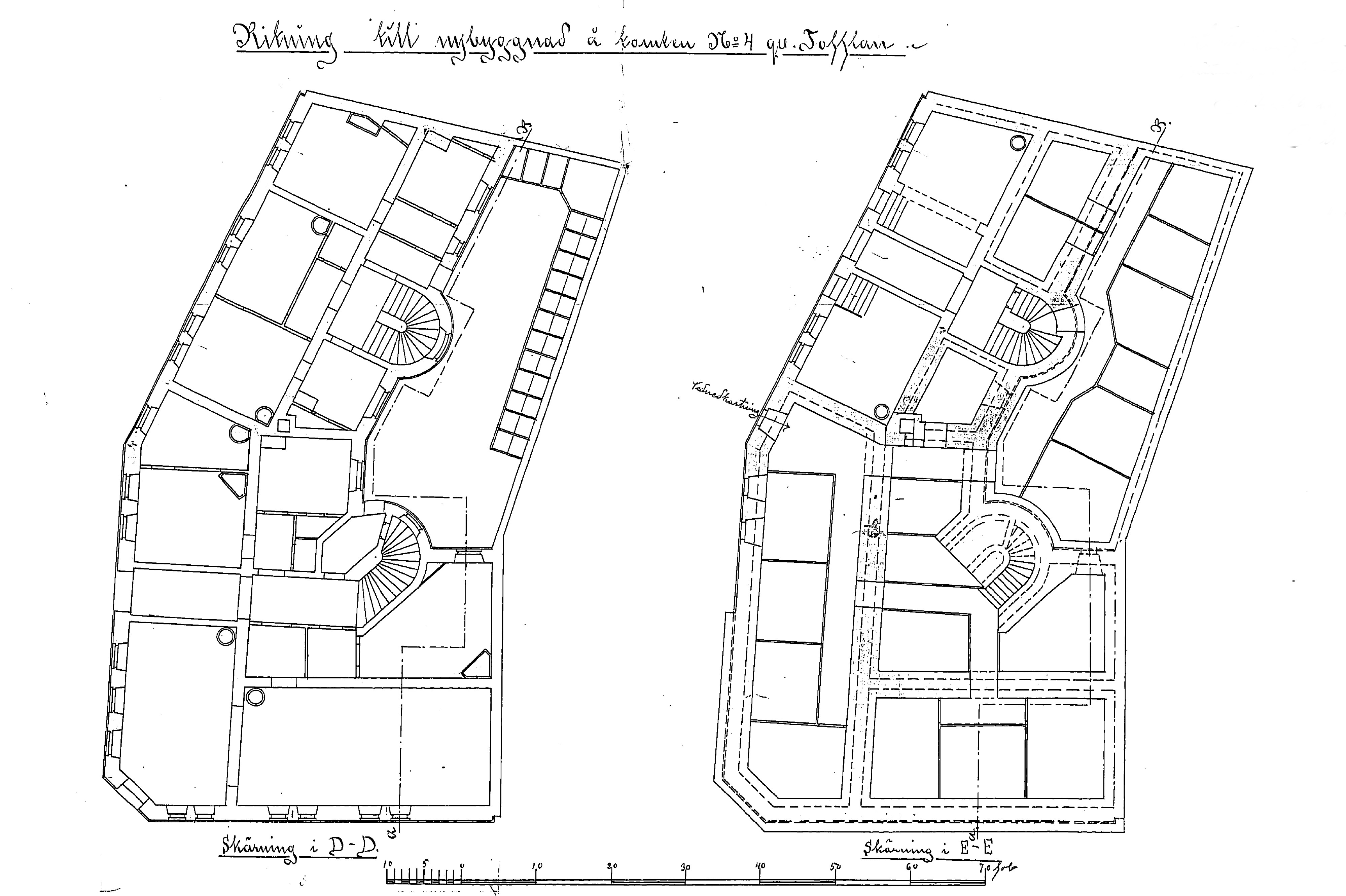
Käller- och bottenplan
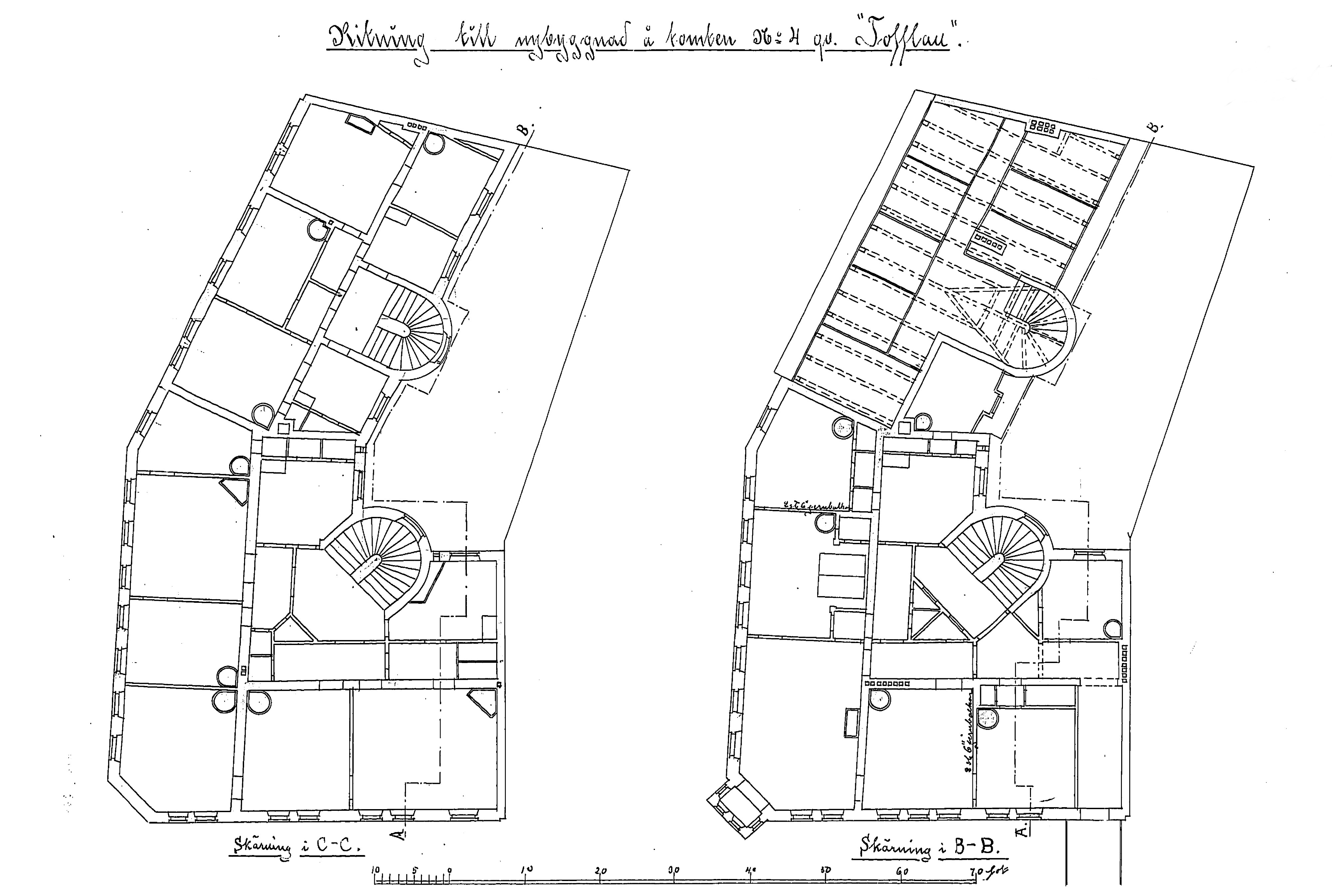
Våning 1 och 2 trappor
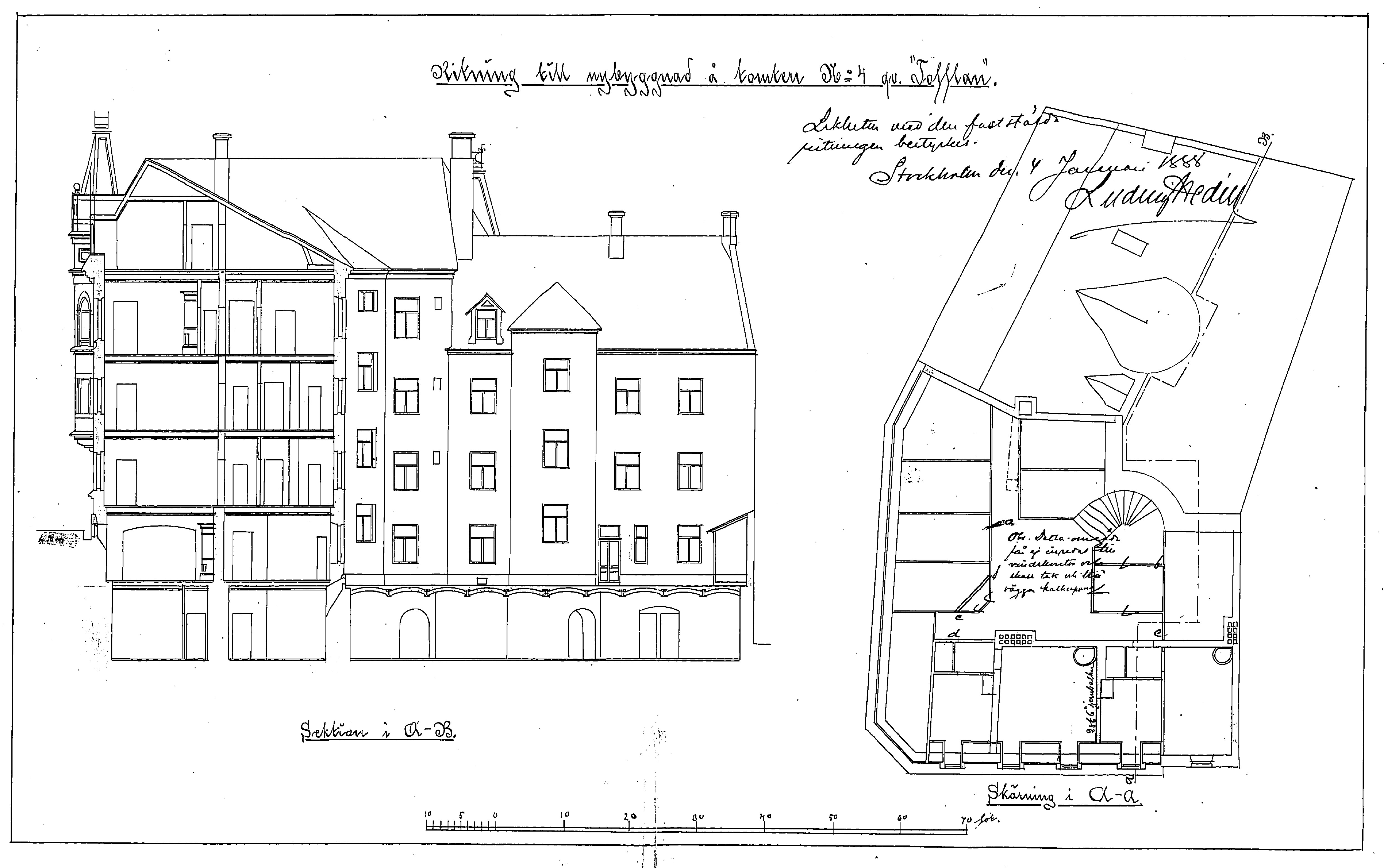
Sektion och vindsplan